# Michelle Remembers
Michelle Remembers (română Michelle își amintește) este o carte publicată în 1980 (devenită best-seller) scrisă de psihiatrul canadian Lawrence Pazder (1936–2004) și de pacienta sa Michelle Smith, având ca subiect abuzurile ritualurilor sataniste. Constituie o parte importantă a criticii de la începutul anilor 1980 în ceea ce privește aceste presupuse ritualuri dar și subiectul amintirii reprimate.

## Preambul
Michelle Remembers urmărește terapia aplicată de Pazder la sfârșitul anilor 1970 pacientei sale Michelle Smith, care aparent își recuperase amintiri despre abuzurile ritualurilor sataniste ce s-ar fi petrecut în copilărie (în anii 1950) datorită mamei sale (Virginia Proby) și a altor locuitori din Victoria, Columbia Britanică.